# بني العريف (مناخة)

تعديل مصدري - تعديل

بني العريف هي إحدى قرى عزلة مسار بمديرية مناخة التابعة لمحافظة صنعاء، بلغ تعداد سكانها 412 نسمة حسب تعداد اليمن لعام 2004.